# Paardentram Hoorn - Enkhuizen
De paardentram Hoorn-Enkhuizen was een paardentramlijn tussen de Nederlandse plaatsen Hoorn en Enkhuizen. De verbinding bestond als paardentram van 1889 tot 1918.
De in 1887 opgerichte N.V. Paardetram Hoorn-Enkhuizen (PHE) exploiteerde de paardentram, en daarnaast nog een tramomnibus tussen Hoorn en Alkmaar. In wezen was de paardentram een voortzetting van de West-Friesche Tramweg Maatschappij (WFTM), die vanaf 1882 trachtte een stoomtramverbinding Hoorn - Enkhuizen tot stand te brengen. Slechts een deel van het traject werd voltooid voordat in 1884 de WFTM ermee ophield, onder meer door tegenwerking van de gemeenten waar de stoomtram doorheen zou rijden. Het materieel werd afgevoerd, de baan werd in 1887 overgenomen door de PHE. Vanaf dat jaar begon men met de tramdienst, aanvankelijk alleen op het gedeelte Enkhuizen-Lutjebroek. In gedeeltes kwamen de overige delen van het traject erbij, tot in 1889 de gehele route in gebruik was. De PHE ging in 1892 failliet, waarna de tram werd overgenomen door de Rotterdamsche Tramweg Maatschappij.
De tramverbinding liep van de Roode Steen (hoek Grote Noord) door de binnenstad van Hoorn tot de Nieuwe Westerstraat in Enkhuizen, ter hoogte van hotel Het Park. Tussen deze steden werd de straatweg van Hoorn naar Enkhuizen gevolgd (Hoorn - Westerblokker - Oosterblokker - Westwoud - Hoogkarspel - Lutjebroek - Grootebroek - Bovenkarspel - Enkhuizen)
In 1890 reed de tram in beide richtingen ruwweg eenmaal per twee uur en de rit duurde een uur en veertig minuten. Een retourtje Enkhuizen - Hoorn kostte 75 cent. In 1911 werden dagelijks 7 retourritten gemaakt, op zaterdag en zondag 8.
In de Eerste Wereldoorlog werd de exploitatie steeds moeilijker, onder meer doordat de foerage van de paarden steeds duurder werd. Op 31 december 1917 reed de laatste paardentram en in 1924 waren de laatste restanten van het tramspoor opgeruimd.
In 1885 is het deel Hoorn - Enkhuizen van de spoorlijn Zaandam - Enkhuizen gereed gekomen.

## Materieel
| Nummer | Jaar | Fabrikant | Afkomst | Opmerking | Afbeelding |
| ------ | ---- | --------- | ------- | --- | ---------- |
| 1-5    | 1887 | Boon      |         | 16 zitplaatsen. Buiten dienst in 1906. Gesloten rijtuig. Later vernummerd in 145-149.                                                                           |            |
| 6      | 1888 | Van Delft | NBSM    | 16 zitplaatsen. Buiten dienst in 1906. Gesloten rijtuig. Later vernummerd in 150.                                                                               |            |
| 7-8    | 1889 | Beijnes   |         | 24 zitplaatsen. Buiten dienst in 1892. Open rijtuig. Later vernummerd in 143-144. Later naar Rotterdam.                                                         |            |
| 138    | 1905 | Beijnes   | Leiden  | 12 zitplaatsen. Buiten dienst in 1918. Gesloten rijtuig. |            |
| 1-5    | 1883 | Beijnes   | GTA     | 14 zitplaatsen. Buiten dienst in 1918. Gesloten rijtuig. Voormalige AOM-paardentram.                                                                            |            |
| 6      | 1875 |           | GTA     | 14 zitplaatsen. Buiten dienst in 1918. Gesloten rijtuig. Voormalige AOM-paardentram.                                                                            |            |
| 7      | 1875 |           | GTA     | 14 zitplaatsen. Buiten dienst in 1918. Gesloten rijtuig. Voormalige AOM-paardentram.                                                                            |            |
| 8      | 1875 | Beijnes   | GTA     | 14 zitplaatsen. Buiten dienst in 1918. Gesloten rijtuig. Voormalige AOM-paardentram met nummer 186. De foto werd genomen in de Amsterdamse periode van de tram. |            |
| 9-10   | 1875 | Beijnes   | GTA     | 14 zitplaatsen. Buiten dienst in 1918. Gesloten rijtuig. Voormalige AOM-paardentram.                                                                            |            |